# Olimpíada d'escacs de 1996
L'Olimpíada d'escacs de 1996 fou un torneig d'escacs per equips nacionals que se celebrà entre el 30 de setembre i el 2 d'octubre de 1996 a Yerevan, Armènia. Va ser la trenta-dosena edició oficial de les Olimpíades d'escacs, i va incloure tant una competició absoluta com una de femenina.

## Torneig obert
Al torneig open hi participaren 114 equips, dels quals tres eren d'Armènia, i un de l'International Braille Chess Association, formats per un màxim de sis jugadors (quatre de titulars i dos de suplents), per un total de 665 participants. El format de joc fou el sistema suís, a 14 rondes.
En les primeres rondes la classificació va ser liderada per la Xina, gràcies a una victòria per 3-1 contra Hongria, però els xinesos van retrocedir després de dues derrotes consecutives contra Rússia, que va esdevenir primer, i Espanya, respectivament, en el cinquè i sisè assalt. Espanya seguí al segon lloc fins a la desena ronda, quan va ser derrotada per Ucraïna per 3-1, mentre que els russos van ampliar el seu avantatge a 3,5 punts gràcies a una victòria 3,5-0,5 contra la República Txeca. A falta de tres rondes, cinc equips aspiraven al segon lloc: Ucraïna, els Estats Units, Israel, Bulgària i l'Uzbekistan. Els ucraïnesos, gràcies a dues victòries contra els uzbeks (3-1) i búlgars (2,5 a 1,5), van avançar a la segona posició per si mateixos, mentre que el bronze va ser disputat entre els EUA i Anglaterra, que acabaren amb els mateixos punts: la medalla es va concedir als primers per Bucholz.

### Resultats per equips
| Pos.              | Equip                | Jugadors | Elo  | Punts |
| ----------------- | -------------------- | --- | ---- | ----- |
| Medalla d'or      | Rússia               | Garri Kaspàrov, Vladímir Kràmnik, Aleksei Dréiev, Piotr Svídler, Ievgueni Baréiev, Serguei Rublevski                                | 2714 | 38,5  |
| Medalla de plata  | Ucraïna              | Vassil Ivantxuk, Volodymir Malaniuk, Oleh Romanyshyn, Ihor Novikov, Alexander Onischuk, Stanyslav Savchenko                         | 2633 | 35    |
| Medalla de bronze | Estats Units         | Borís Gulko, Alexander Yermolinsky, Nick De Firmian, Gregory Kaidanov, Joel Benjamin, Larry Christiansen                            | 2595 | 34    |
| 4                 | Anglaterra           | Nigel Short, Michael Adams, Jonathan Speelman, Matthew Sadler, Julian Hodgson, Stuart Conquest                                      | 2655 | 34    |
| 5                 | Armènia A            | Vladímir Akopian, Rafael Vaganian, Sembat Lputian, Artaixès Minassian, Aixot Anastassian, Arxak Petrossian                          | 2593 | 33,5  |
| 6                 | Espanya              | Aleksei Xírov, Miquel Illescas Córdoba, Jordi Magem Badals, David García Ilundain, Pablo San Segundo Carrillo, Félix Izeta Txabarri | 2605 | 33,5  |
| 7                 | Bòsnia i Hercegovina | Ivan Sokolov, Predrag Nikolić, Bojan Kurajica, Emir Dizdarević, MI Nedeljko Kelecević, MI Muhamed Sinanović                         | 2584 | 33,5  |
| 8                 | Geòrgia              | Zurab Azmaiparaixvili, Guiorgui Guiorgadze, Zurab Sturua, Gennadi Zaichik, Lasha Janjgava, MI Kvicha Supatashvili                   | 2590 | 33    |
| 9                 | Bulgària             | Vesselín Topàlov, Kiril Gueorguiev, Vassil Spàssov, Vladimir Dimitrov, MI Vladimir Gueorguiev, MI Boris Chatalbashev                | 2619 | 33    |
| 10                | Alemanya             | Artur Iussúpov, Robert Hübner, Rustem Dautov, Eric Lobron, Jörg Hockl, Christopher Lutz                                             | 2619 | 33    |

### Resultats individuals

#### MillorperformanceElo
|                   | Jugador                  | País         | Tauler | Punts | Partides | Elo inicial | Performance |
| ----------------- | ------------------------ | ------------ | ------ | ----- | -------- | ----------- | ----------- |
| Medalla d'or      | GM Garri Kaspàrov        | Rússia       | 1      | 7     | 9        | 2785        | 2873        |
| Medalla de plata  | GM Vassil Ivantxuk       | Ucraïna      | 1      | 8,5   | 11       | 2730        | 2809        |
| Medalla de bronze | GM Alexander Yermolinsky | Estats Units | 2      | 8     | 11       | 2610        | 2760        |

#### Primer tauler
|                   | Jugador                | País    | Elo  | Punts | Partides | Percentatge |
| ----------------- | ---------------------- | ------- | ---- | ----- | -------- | ----------- |
| Medalla d'or      | MI Mohamad Al-Modiahki | Qatar   | 2420 | 8     | 10       | 80          |
| Medalla de plata  | GM Garri Kaspàrov      | Rússia  | 2785 | 7     | 9        | 77,8        |
| Medalla de bronze | GM Vassil Ivantxuk     | Ucraïna | 2730 | 8,5   | 11       | 77,3        |

#### Segon tauler
|                   | Jugador                  | País         | Elo  | Punts | Partides | Percentatge |
| ----------------- | ------------------------ | ------------ | ---- | ----- | -------- | ----------- |
| Medalla d'or      | Richard Robinson         | Bermudes     | 2085 | 8     | 10       | 80          |
| Medalla de plata  | GM Alexander Yermolinsky | Estats Units | 2610 | 8     | 11       | 72,7        |
| Medalla de bronze | GM Guiorgui Guiorgadze   | Geòrgia      | 2580 | 8,5   | 12       | 70,8        |

#### Tercer tauler
|                   | Jugador               | País        | Elo   | Punts | Partides | Percentatge |
| ----------------- | --------------------- | ----------- | ----- | ----- | -------- | ----------- |
| Medalla d'or      | MI Saidali Iudalchev  | Uzbekistan  | 2515  | 11    | 14       | 78,6        |
| Medalla de plata  | MF Suchart Chaichivit | Tailàndia   | [ 8 ] | 7     | 9        | 77,8        |
| Medalla de bronze | MI Vladimir Magai     | Kirguizstan | 2500  | 10,5  | 14       | 77          |

#### Quart tauler
|                   | Jugador                         | País       | Elo  | Punts | Partides | Percentatge |
| ----------------- | ------------------------------- | ---------- | ---- | ----- | -------- | ----------- |
| Medalla d'or      | GM Matthew Sadler               | Anglaterra | 2615 | 10,5  | 13       | 80,8        |
| Medalla de plata  | MF Veraphol Sunthornpongsathorn | Tailàndia  | 2335 | 7     | 9        | 77,8        |
| Medalla de bronze | GM Piotr Svídler                | Rússia     | 2650 | 8,5   | 11       | 77,3        |

#### Cinquè tauler (primer suplent)
|                   | Jugador             | País               | Elo  | Punts | Partides | Percentatge |
| ----------------- | ------------------- | ------------------ | ---- | ----- | -------- | ----------- |
| Medalla d'or      | Karèn Asrian        | Armènia B          | 2380 | 10    | 12       | 83,3        |
| Medalla d'argent  | GM Ievgueni Baréiev | Rússia             | 2655 | 7,5   | 10       | 75          |
| Medalla de bronze | MI Trajce Nedev     | Macedònia del Nord | 2415 | 8     | 11       | 72,7        |

#### Sisè tauler (segon suplent)
|                   | Jugador          | País       | Elo   | Punts | Partides | Percentatge |
| ----------------- | ---------------- | ---------- | ----- | ----- | -------- | ----------- |
| Medalla d'or      | Geoffrey Makumbi | Uganda     | [ 8 ] | 7,5   | 8        | 93,8        |
| Medalla de plata  | Pavol Pčola      | Eslovàquia | 2450  | 7     | 8        | 87,5        |
| Medalla de bronze | MF Amir Mallahi  | Iran       | 2200  | 6,5   | 8        | 81,3        |

## Torneig femení
Al torneig femení hi participaren 74 equips; Armènia presentava dos equips, i n'hi participa també un de l'International Braille Chess Association. En total, hi havia 294 jugadores; el torneig es disputà per sistema suís, a 14 rondes.
Les primeres rondes tingueren com a líders la Xina, i Ucraïna, que més tard fou superada a la setena ronda per Geòrgia, que va guanyar un parell de punts d'avantatge en les següents rondes, mantenint la primera posició fins al final. La lluita per les medalles va implicar també, a més de la Xina i d'Ucraïna, Rússia: aquests tres països van intercanviar entre si diverses vegades el segon i tercer lloc, mentre que Romania algunes rondes arribà a empatar a la quarta posició. Ucraïna, després de dos empats consecutius (amb Hongria i Moldàvia), es trobava abans de l'última ronda, un punt per darrere de la Xina, la tercera, que al seu torn estava a un punt de Rússia. Aquesta darrera, tot i l'avantatge, només va guanyar el bronze, a causa d'un empat amb les hongareses, cosa que les va fer empatar amb la Xina, que va guanyar la medalla de plata gràcies al Bucholz.

### Resultats per equips
| Pos.              | Equip           | Jugadores                                                                                           | Elo  | Punts |
| ----------------- | --------------- | --------------------------------------------------------------------------------------------------- | ---- | ----- |
| Medalla d'or      | Geòrgia         | GM Maia Txiburdanidze, MI Nana Ioseliani, MI Ketevan Arakhamia-Grant, GMF Nino Gurieli              | 2498 | 30    |
| Medalla de plata  | R.P. de la Xina | GM Xie Jun, GMF Zhu Chen, GMF Wang Lei, GMF Wang Pin                                                | 2425 | 28,5  |
| Medalla de bronze | Rússia          | MI Alissa Gal·liàmova, GMF Svetlana Matveeva, GMF Svetlana Prudnikova, GMF Ludmila Zaitseva         | 2443 | 28,5  |
| 4                 | Ucraïna         | GMF Inna Gaponenko, GMF Marta Litinskaya, MIF Elena Sedina, MIF Natàlia Júkova                      | 2343 | 26,5  |
| 5                 | Hongria         | MI Zsófia Polgár, MI Ildikó Mádl, Nora Medvegy, MIF Nikoletta Lakos                                 | 2387 | 26    |
| 6                 | Romania         | GMF Cristina Foişor, GMF Corina-Isabela Peptan, GMF Elena Luminita Radu-Cosma, MIF Gabriela Olarasu | 2355 | 25,5  |
| 7                 | Israel          | MIF Masha Madl, GMF Anna Segal, Ludmila Tsifanskaya, MFF Ela Pitam                                  | 2310 | 25    |
| 8                 | Kazakhstan      | GMF Elvira Sakhatova, MIF Fliura Uskova, MIF Tamara Girkiyan-Klink, Tatyana Sergeeva                | 2305 | 24,5  |
| 9                 | Polònia         | GMF Agnieszka Brustman, GMF Monika Bobrowska, MIF Joanna Dworakowska, MFF Marta Zielinska           | 2330 | 24,5  |
| 10                | Anglaterra      | GMF Susan Lalic, MIF Harriet Hunt, MFF Ruth Sheldon, GMF Jana Bellin                                | 2303 | 24    |

### Resultats individuals

#### MillorperformanceElo
|                   | Jugadora                  | País            | Tauler | Punts | Partides | Elo inicial | Performance |
| ----------------- | ------------------------- | --------------- | ------ | ----- | -------- | ----------- | ----------- |
| Medalla d'or      | GMF Zhu Chen              | R.P. de la Xina | 2      | 10    | 13       | 2420        | 2561        |
| Medalla de plata  | MI Nana Ioseliani         | Geòrgia         | 2      | 10    | 13       | 2500        | 2539        |
| Medalla de bronze | MI Ketevan Arakhmia-Grant | Geòrgia         | 3      | 8     | 10       | 2455        | 2530        |

#### Primer tauler
|                   | Jugadora                         | País         | Elo  | Punts | Partides | Percentatge |
| ----------------- | -------------------------------- | ------------ | ---- | ----- | -------- | ----------- |
| Medalla d'or      | MFF Mehri Ovezova                | Turkmenistan | 2145 | 10,5  | 14       | 75          |
| Medalla de plata  | MIF Martha Lorena Fierro Baquero | Equador      | 2200 | 9,5   | 13       | 73,1        |
| Medalla de bronze | MI Zsófia Polgár                 | Hongria      | 2480 | 10    | 14       | 71,4        |

#### Segon tauler
|                   | Jugadora             | País                  | Elo   | Punts | Partides | Percentatge |
| ----------------- | -------------------- | --------------------- | ----- | ----- | -------- | ----------- |
| Medalla d'or      | GMF Zhu Chen         | R.P. de la Xina       | 2420  | 10    | 13       | 76,9        |
| Medalla de plata  | MI Nana Ioseliani    | Geòrgia               | 2500  | 10    | 13       | 76,9        |
| Medalla de bronze | Maria-Alejandra Diaz | Antilles Neerlandeses | [ 8 ] | 10,5  | 14       | 75          |

#### Tercer tauler
|                   | Jugadora                  | País       | Elo  | Punts | Partides | Percentatge |
| ----------------- | ------------------------- | ---------- | ---- | ----- | -------- | ----------- |
| Medalla d'or      | MI Ketevan Arakhmia-Grant | Geòrgia    | 2455 | 8     | 10       | 80          |
| Medalla de plata  | Nadejda Reprun            | Uzbekistan | 2140 | 9     | 12       | 75          |
| Medalla de bronze | MIF Elena Sedina          | Ucraïna    | 2345 | 9,5   | 13       | 73,1        |

#### Quart tauler (suplent)
|                   | Jugadora            | País      | Elo  | Punts | Partides | Percentatge |
| ----------------- | ------------------- | --------- | ---- | ----- | -------- | ----------- |
| Medalla d'or      | MIF Marta Zielinska | Polònia   |      | 6     | 7        | 85,7        |
| Medalla de plata  | MFF Ela Pitam       | Israel    | 2255 | 9,5   | 12       | 79,2        |
| Medalla de bronze | Rachel Pascua       | Filipines | 2005 | 6,5   | 9        | 72,2        |

## Participants
Varen participar en ambdós torneigs:
- International Braille Chess Association
- Antilles Neerlandeses
- Angola
- Armènia
- Austràlia
- Àustria
- Bangladesh
- Belarús
- Bòsnia i Hercegovina
- Brasil
- Bulgària
- Canadà
- R.P. de la Xina
- Colòmbia
- Croàcia
- Cuba
- Dinamarca
- Equador
- Emirats Àrabs Units
- Estònia
- Filipines
- Finlàndia
- França
- Geòrgia
- Alemanya
- Japó
- Grècia
- Índia
- Indonèsia
- Anglaterra
- Iran
- Irlanda
- Israel
- Illes Verges Americanes
- Itàlia
- Iugoslàvia
- Kazakhstan
- Kirguizstan
- Letònia
- Líban
- Lituània
- Moldàvia
- Malàisia
- Macedònia del Nord
- Noruega
- Nova Zelanda
- Països Baixos
- Polònia
- Portugal
- Puerto Rico
- Txèquia
- Romania
- Rússia
- Escòcia
- Seychelles
- Síria
- Eslovàquia
- Eslovènia
- Espanya
- Sri Lanka
- Estats Units
- Suècia
- Suïssa
- Turkmenistan
- Turquia
- Ucraïna
- Hongria
- Uzbekistan
- Veneçuela
- Vietnam

Participaren només al torneig open:
- Afganistan
- Andorra
- Argentina
- Barbados
- Bèlgica
- Bermudes
- Botswana
- Brunei
- Xile
- Xipre
- Egipte
- El Salvador
- Gal·les
- Guernsey
- Haití
- Hong Kong
- Hondures
- Islàndia
- Illes Fèroe
- Jersey
- Liechtenstein
- Luxemburg
- Macau
- Marroc
- Malta
- Mònaco
- Moçambic
- Maurici
- Nicaragua
- Paraguai
- Perú
- Qatar
- Sud-àfrica
- San Marino
- Singapur
- Tailàndia
- Tadjikistan
- Tunísia
- Uganda
- Uruguai
- Iemen
- Zimbàbue